# Destillerat vatten
Destillerat vatten är vatten som genom destillation har gjorts mycket rent från lösta och uppslammade ämnen såsom metallsalter och mikroorganismer, som finns i vanligt, odestillerat vatten. Destillering innebär att vattnet kokas och övergår till ångfas varefter ångan kondenseras ner i ett rent kärl.
Destillerat vatten har stor användning i tekniska och experimentella sammanhang som kräver vatten och där föroreningar kan störa processerna. Destillerat vatten är också sterilt. Som exempel på de många användningsområdena kan nämnas beredning av lösningar för sjukvårdsändamål eller för kemiska experiment eller processer, som tillsatsvätska i blybatterier, som fuktgivare i en humidor, som kylmedel för jetmotorer, till exempel Boeing 707-120, och i de första Cray-datorerna där det spolades över kretskorten. Dylika applikationer är möjliga då destillerat vatten inte fräter eller ger beläggningar på metall såsom vanligt vatten gör.
Avsaltning genom destillering är ett sätt att göra havsvatten drickbart (en annan metod är omvänd osmos). Destillerat vatten är ur livsmedelssynpunkt likvärdigt med annat dricksvatten, men på grund av det låga innehållet av salter kan det anses fattigt på smak. Om man dricker väldigt mycket vatten (till exempel vid fysisk aktivitet) kan man behöva tillskott av salt om man enbart dricker destillerat vatten. Men samma kan gälla om man dricker vanligt dricksvatten, eftersom även sådant ofta har otillräckligt saltinnehåll när man dricker mycket. I många delar av världen säljs destillerat vatten som dricksvatten på flaska.
För något mindre krävande applikationer eller processer används ofta avjoniserat vatten, som är billigare att producera.